# Špalíček veršů a pohádek
Špalíček veršů a pohádek je sbírka básní a pohádek od českého spisovatele Františka Hrubína. Kniha poprvé vyšla v roce 1957 a je doprovázena ilustracemi Jiřího Trnky. Obsahuje krátké a hravé verše, které jsou snadno zapamatovatelné. Častým tématem básní jsou lidé, zvířata a rostliny. Dále je plná známých i méně známých pohádek. Pohádky jsou psané formou prózy i poezie. Mezi nejznámější pohádky patří například Otesánek, Perníková chaloupka nebo O nezvedných kůzlatech. Mezi méně známé pohádky patří O pavím králi, O Nosáčovi, O Oslí kůži nebo třeba Pohádka o Květušce. Kniha je posledním dílem dlouholeté spolupráce Františka Hrubína a Jiřího Trnky.

## Obsah
Kniha je rozdělena do pěti částí. V první části zvané Říkejte si se mnou se nachází velké množství krátkých básniček. Ve druhé části Jak se chytá sluníčko jsou dvě kapitoly. První je napůl veršovaná pohádka Náš Toník a druhá kapitola je báseň nazvaná Matka jabloň. Třetí část, Dvakrát sedm pohádek, obsahuje čtrnáct známých pohádek přepsaných do veršů. Z tzv. klasických pohádek se stávají nové s neobvyklým řešením. Zápletka tvoří dramatickou část, postavy se zde vyskytují ve zcela netradičních rolích a konec dává nový smysl. Hrubín vyměnil zlo, kouzla a čáry za humor, zesměšnění zla a dobrý příklad.Předposlední částí je Špalíček pohádek. Vyskytují se zde známé i méně známé pohádky psané kombinací prózy a poezie. Poslední částí je jedna kapitola Pohádka o Květušce. Pohádka je veršovaná.

## Přijetí díla a interpretace
Kniha je primárně určena pro všechny skupiny dětí, od těch nejmenších až po mládež. Díky působivosti, originalitě a osobitému stylu Hrubínova díla se kniha stala českým fenoménem v okruhu dětské literatury. Na základě literárních předloh vzniklo i několik televizních inscenací např. Kráska a zvíře (1971, scénář Ota Hofman, režie Antonín Moskalyk), Paví král (1978, scénář Markéta Zinnerová, režie Jiří Adamec), O Všudybylovi (1976, scénář Karel Šiktanc a Milena Medová, režie Svatava Simonová).
Jaroslav Toman v doslovu ke knize uvádí, že Hrubín „v dětské poezii navázal na svého význačného předchůdce J. V. Sládka“. Hrubín stejně jako Sládek vychází z lidové slovesnosti především z dětského folklóru. Zaměřuje se zejména na říkadla, které považuje za „prabásně“ pro děti. Texty formuloval formou dětské promluvy s epickým jádrem. Cílem byla jednoduchost bezprostřednost a hravost projevu. Jeho říkanky, hádanky, rozpočitadla a písničky pomáhaly uvádět dychtivé dětské poznávání skutečnosti v řád, podporovaly radost dítěte z rytmu a melodie, kultivovaly jeho jazykové schopnosti i zlepšovaly jeho orientaci ve „velkém“ světě.
Se svou tvorbou pro děti začal za druhé světové války a nacistické okupace. Při psaní utíkal do vzpomínek na šťastné dětství. Dále čerpal ze svých otcovských zkušeností. Hrubín působil jako knihovník, poté jako redaktor dětských časopisů Mateřídouška a Malý čtenář. Právě tato dvě povolání ho přivedla k psaní dětské poezie. Rozdělil svou tvorbu na tři skupiny. První skupina obsahuje verše, které vznikly na přání dětí anebo z okouzlení nad dětským světem. Do druhé Hrubín zařadil výchovné prvky. Ve třetí a poslední skupině jsou texty, které vytvořil na motivy děl známých dětských malířů jako jsou Josef Čapek, Josef Lada, Josef Mánes, Adolf Zábranský a jiní.
Toman také ocenil, že „pro své nadčasové hodnoty“ dokáže Hrubín zaujmout i dítě moderní doby. Dále uvedl, že ze sblížení s světem dětství se Hrubín vyznal následovně: „Básník stojí ve službách toho, komu jsou verše určeny – ve službách dítěte. Z jeho nitra z jeho světa a jeho jazykem.“
Spojením dvou českých velikánů Františka Hrubína a Jiřího Trnky vznikla kniha nezávislá na čase. Četnost dětských ilustrací přispěla ke čtenářské oblibě. Dílo bylo poslední spoluprací mezi Jiřím Trnkou a Františkem Hrubínem.